# Boondaal Station (tramhalte)
Boondaal Station (Frans: Boondael Gare) is een tram- en bushalte van de Brusselse vervoersmaatschappij MIVB gelegen in de gemeente Elsene, ter hoogte van het station van Boondaal.

## Geschiedenis
De halte Boondaal Station werd tot 19 maart 1968 bediend door tramlijn 4 dat tussen Beurs en Wiener reed via Stefania en Marie-José. Nadien werd deze halte bediend door tramlijn 32, dat tussen Wiener en Houba-de-Strooper reed, en dit tot en met 14 augustus 1985. Sinds 15 augustus 1985 wordt de halte bediend door tramlijn 94.
Ter gelegenheid van het opstarten van tramlijn 24 op 6 maart 2006 werd een eindpunt gebouwd in het verlengde van de Woudlaan na de spoorwegbrug richting Renbaan van Bosvoorde. Deze tramlijn was een proefproject: tram 24 reed enkel tijdens de spitsuren van weekdagen tussen Boondaal Station en Schaarbeek Station, wat neerkwam op een tiental doortochten per dag.
Op 16 april 2007 werd tramlijn 25 opgericht tussen Boondaal Station en Rogier, waardoor het nieuw gebouwde eindpunt voortaan door een volwaardige tramlijn bediend werd. Slechts enkele maanden nadien, op 2 juli 2007, werd de route van buslijn 41 gewijzigd waardoor deze voortaan het station van Boondaal en de halte Brazilië bediende. Het trajectdeel Gendarmen — Renbaan van Bosvoorde werd dan afgeschaft. Sinds 29 september 2018 rijdt de voormalige tramlijn 94 na verlenging van het traject met het nummer 8.

## Situering
Beide perronsporen van de halte Boondaal Station zijn gelegen op de spoorwegbrug tegenover elkaar. Het overstappen naar het treinstation gebeurt via een trap aan beide kanten van de spoorweg. Deze toegangen bevinden zich op het tramperron richting Rogier en Louiza.
Het eindpunt van Boondaal Station kan op verschillende manieren gebruikt worden, hoewel tramlijn 25 steeds dezelfde wijze hanteert. Nadat de reizigers uitstapten ter hoogte van de spoorwegbrug rijdt de tram tot aan de hoogte van het kruispunt met de Uruguaylaan. Daar wordt de wissel naar het centraal spoor gebruikt om zo terug te keren tot aan het gedeelte met een wachtperron. Het middenspoor dat zich uitstrekt aan beide kanten van het kruispunt met de Uruguaylaan kan tot drie T3000 tram opvangen. Bij het vertrekken van tram 25 richting Rogier wordt de wissel naar het juiste perron gebruikt.
Het middenspoor is tevens toegankelijk door middel van een wissel vanuit de richtingen Renbaan van Bosvoorde als Marie-José.

## Opmerkingen
De halte Boondaal Station kent sinds de bouw van een sociale woonwijk in het verlengde van de spoorlijn Boondaal — Arcaden een aanzienlijke stijging aan reizigers. Mede verantwoordelijk is ook het verbeterde treinaanbod: zowel IC-treinen als S-treinen bedienen elke dag van de week het station.

## Afbeeldingen

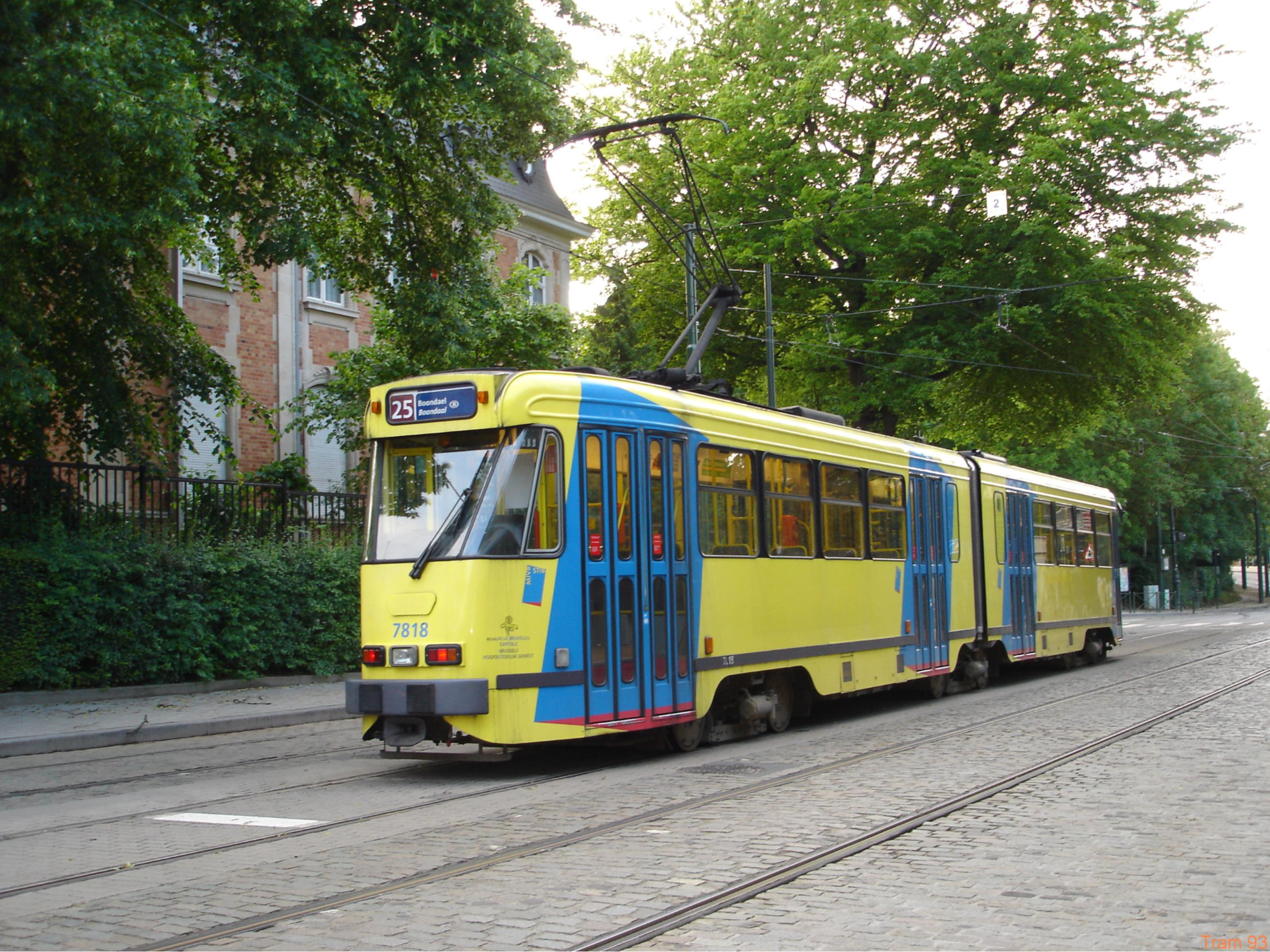
Middenspoor: deel waar van stuurpost gewisseld wordt (2007)
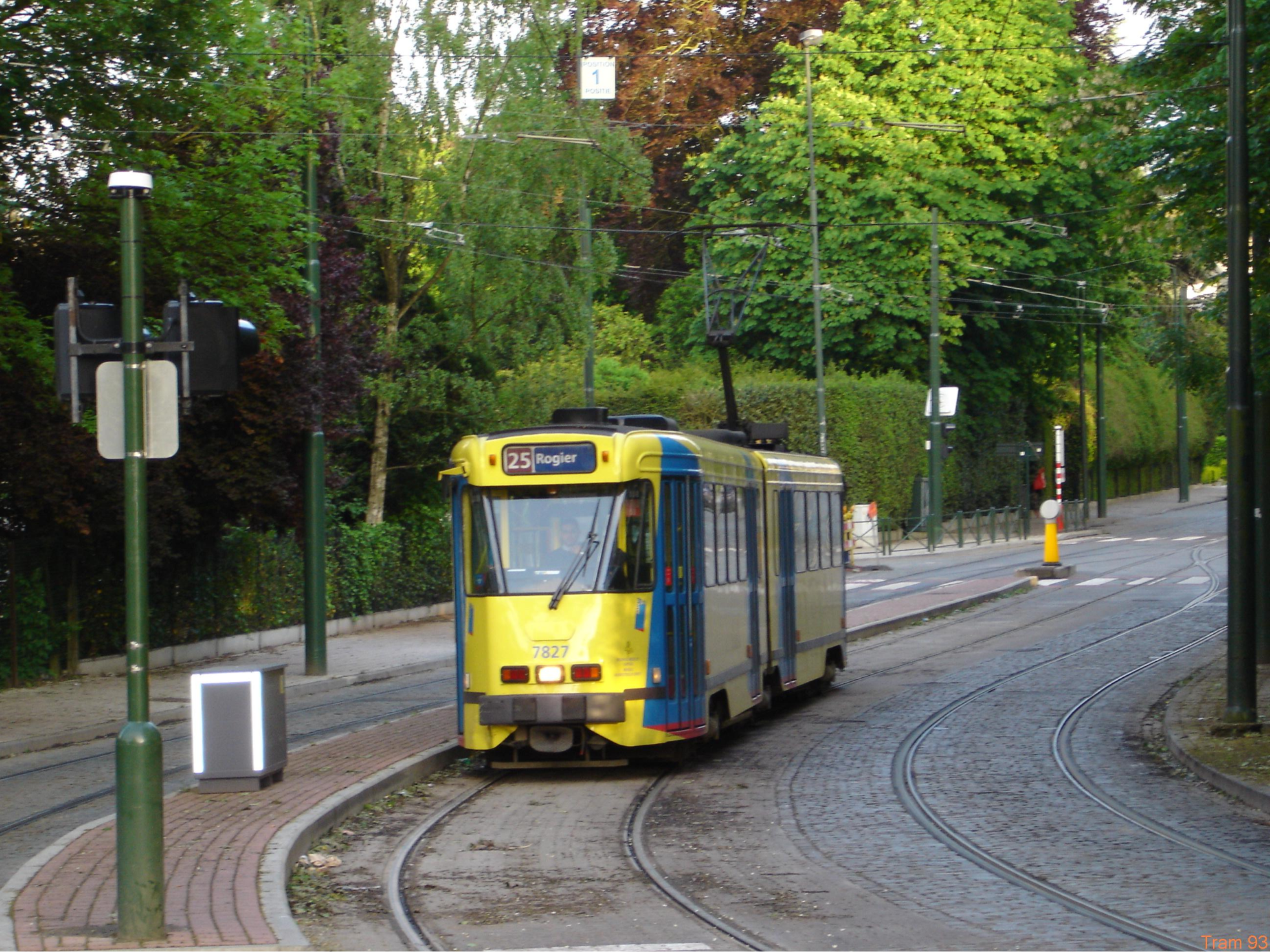
Middenspoor en wachtperron (2007)
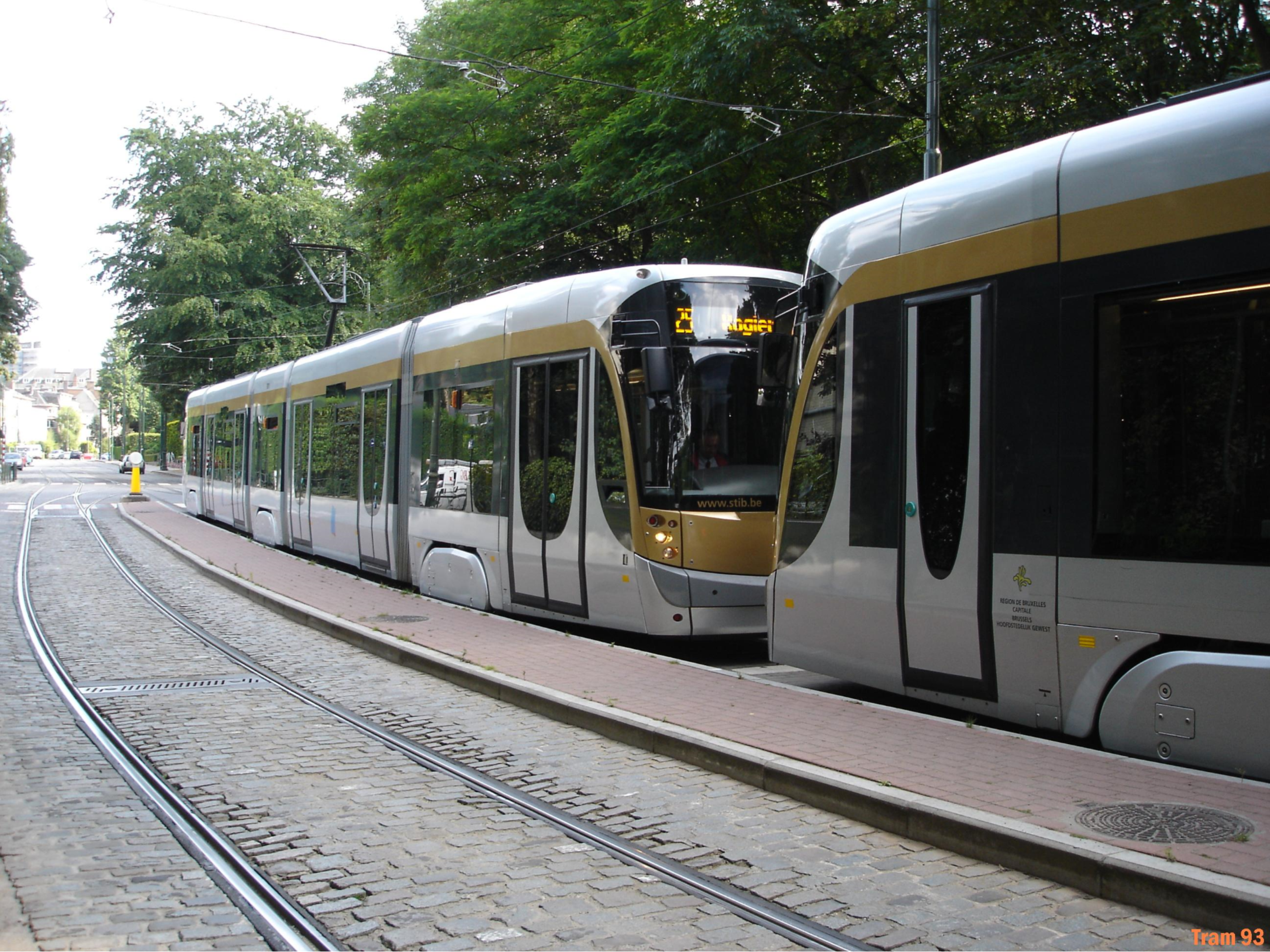
Twee T3000 kunnen in het eerste deel van het middenspoor wachten (2008)
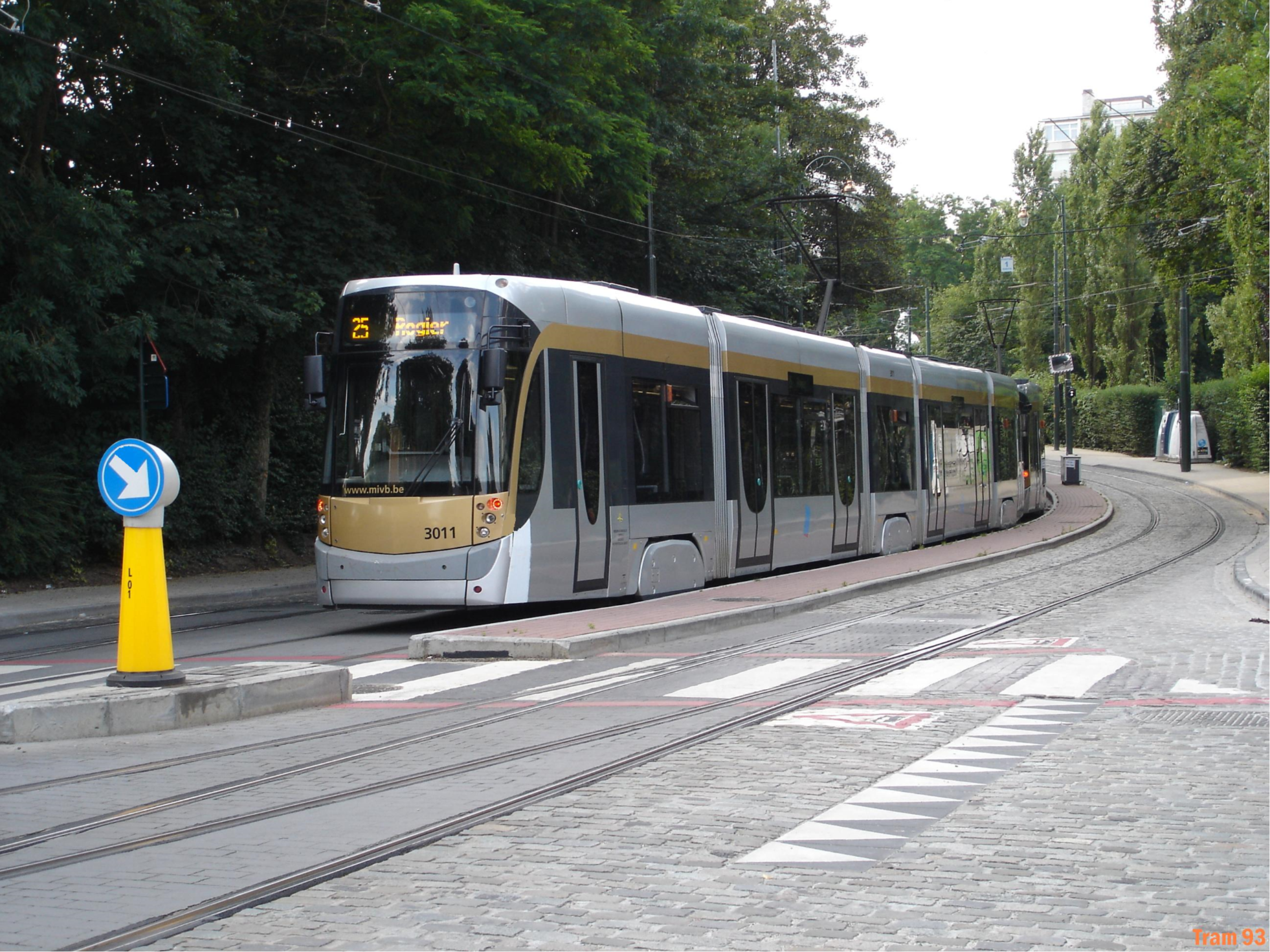
Eindpunt gezien vanuit het kruispunt met de Uruguaylaan (2008)

Louiza · 
Stefania · 
Defacqz · 
Baljuw · 
Vleurgat · 
Abdij · 
Legrand · 
Ter Kameren-Ster · 
Buyl · 
Johanna · 
ULB · 
Solbos · 
Marie-José · 
Brazilië · 
Boondaal Station · 
Renbaan van Bosvoorde · 
Lieveheersbeestjes · 
Bosvoorde Station · 
Delleur · 
Wiener · 
Valkerij · 
Tenreuken · 
Seny-park · 
Herrmann-Debroux · 
Oudergem-Shopping · 
Vorstrondpunt · 
Empain · 
Trammuseum · 
Bronnenpark · 
Voot · 
Woluwe Shopping · 
Roodebeek
Boondaal Station · 
Brazilië · 
Marie-José · 
Solbos · 
ULB · 
Johanna · 
Buyl · 
Roffiaen · 
Etterbeek Station · 
VUB · 
Arsenaal · 
Pétillon · 
Boileau · 
Montgomery · 
Georges Henri · 
Diamant · 
Meiser · 
Vaderland · 
Weldoeners · 
Wijnheuvelen · 
Robiano · 
Lefrancq · 
Liedts · 
Thomas · 
Noordstation · 
Rogier